# FK Atlantas
Futbolo klubas Atlantas là một câu lạc bộ bóng Litva, Klaipėda. Chơi trong bộ phận ưu tú kể từ năm 2011.

## Thành tích
- A lyga (D1)

1978, 1980, 1981, 1984
- Cúp bóng đá Litva

1977, 1981, 1983, 1986, 2001, 2003

## Mùa
| Mùa  | Trình độ | Liga                 | Không gian | Liên kết ngoài |
| ---- | -------- | -------------------- | ---------- | -------------- |
| 2004 | 1.       | A lyga               | 3.         | [ 1 ]          |
| 2005 | 1.       | A lyga               | 7.         | [ 2 ]          |
| 2006 | 1.       | A lyga               | 6.         | [ 3 ]          |
| 2007 | 1.       | A lyga               | 6.         | [ 4 ]          |
| 2008 | 1.       | A lyga               | 6.         | [ 5 ]          |
| 2009 | 3.       | Antra lyga (Vakarai) | 1.         | [ 6 ]          |
| 2010 | 2.       | Pirma lyga           | 7.         | [ 7 ]          |
| 2011 | 1.       | A lyga               | 11.        | [ 8 ]          |
| 2012 | 1.       | A lyga               | 8.         | [ 9 ]          |
| 2013 | 1.       | A lyga               | 2.         | [ 10 ]         |
| 2014 | 1.       | A lyga               | 3.         | [ 11 ]         |
| 2015 | 1.       | A lyga               | 3.         | [ 12 ]         |
| 2016 | 1.       | A lyga               | 4.         | [ 13 ]         |
| 2017 | 1.       | A lyga               | 4.         | [ 14 ]         |
| 2018 | 1.       | A lyga               | 6.         | [ 15 ]         |
| 2019 | 1.       | A lyga               | 6.         | [ 16 ]         |